# Найо-Кетчанке, Гаэль
Гаэль Найо-Кетчанке (фр. Gaëlle Nayo-Ketchanke; род. 20 апреля 1988, Дуала) — французская, ранее камерунская тяжелоатлетка, выступающая в весовой категории до 81 кг. Участница Олимпийских игр, призёр чемпионатов мира и Европы.

## Биография
Гаэль Найо-Кетчанке родилась 20 апреля 1988 года.

## Карьера

### За Камерун
На чемпионате Африки 2008 года Гаэль выступала в весовой категории до 69 килограммов, где завоевала бронзовую медаль с результатом 200 килограммов. Найо-Кетчанке подняла в рывке 85 килограммов, а затем толкнула 115 кг.
На чемпионате мира 2011 года тяжелоатлетка подняла 100 килограммов в рывке, но в толчке осталась без зачётной попытки.

### За Францию
Гаэль участвовала на чемпионате мира 2014 года, представляя Францию. Она выступала в весовой категории до 75 килограммов и заняла седьмое место с результатом 238 кг (107 + 131).
На чемпионате Европы 2015 года Гаэль завоевала серебряную медаль, подняв 111 кг в рывке и 137 кг в толчке. В том же году она выступала на чемпионате мира в Хьюстоне, где стала восьмой с результатом на 4 килограмма слабее своего «серебряного» успеха.
На чемпионате Европы 2016 года Найо-Кетчанке вновь завоевала себеро, подняв 110 и 132 килограмма в двух упражнениях. Она приняла участие на Олимпийских играх в Рио-де-Жанейро, где стала восьмой с результатом 237 кг (102 + 135).
На чемпионате мира 2017 года Гаэль завоевала бронзовую медаль с такой же суммой, как была на Олимпиаде.
В 2018 она вновь завоевала серебро чемпионата Европы и стала вице-чемпионом Игр средиземноморья. На чемпионате мира в Ашхабаде стала шестой в новой весовой категории до 76 кг, причём в рывке подняла рекордные для себя 107 килограммов. В толчке она подняла 136 кг.
На чемпионате Европы 2019 года в Батуми подняла 103 килограмма в рывке, но в толчке осталась без зачётной попытки. На чемпионате мира 2019 года в Паттайе выступала в категории до 81 кг и стала 11-й с результатом 225 кг (95 + 130).
В апреле 2021 года на Чемпионате Европы в Москве, французская тяжёлоатлетка в весовой категории до 81 кг, с результатом 231 килограмм стала серебряным призёром чемпионата Европы. В упражнении "рывок" с весом на штанге 100 кг она стала четвёртой, а в упражнении "толчок" с весом 131 килограммов она взяла малую золотую медаль.